# Beilschmiedia wilczekii
Beilschmiedia wilczekii är en lagerväxtart som beskrevs av Fouilloy. Beilschmiedia wilczekii ingår i släktet Beilschmiedia och familjen lagerväxter. Inga underarter finns listade i Catalogue of Life.